# Lijst van burgemeesters van Markelo
Dit is een lijst van burgemeesters van de voormalige Nederlandse gemeente Markelo in de provincie Overijssel tot de samenvoeging van deze gemeente met de gemeenten Ambt Delden, Stad Delden, Diepenheim en Goor in 2001.
| Ambtsperiode                   | Naam burgemeester                                      | Partij of stroming | Bijzonderheden |
| ------------------------------ | ------------------------------------------------------ | ------------------ | --- |
| (1811) - 1872                  | Willem Götte                                           |                    | Benoemd tot maire van Goor op 27 november 1811 en bij scheiding van Goor en Markelo op 17 februari 1818 benoemd tot schout van zowel Goor als Markelo. In 1825 werd hij burgemeester van die gemeenten. In 1869 volgde ontslag als burgemeester van Goor maar in Markelo bleef hij aan als burgemeester tot zijn overlijden in 1872 en was toen een van de langszittende burgemeesters van Nederland. |
| 1873 - 1907                    | Alexander Leonard Nilant                               |                    | was burgemeester van Vriezenveen |
| 1907 - 1933                    | Pieter Hendrik baron Taets van Amerongen van Natewisch |                    | |
| 1933 - 1944                    | mr. Aleid Pieter Korthals Altes                        |                    | |
| 6 oktober 1944 - 14 maart 1945 | L. Diemer                                              | NSB                | waarnemend |
| 14 maart 1945 - 31 maart 1945  | C.J. van de Pijl                                       | NSB                | |
| 1945 - 1947                    | mr. Aleid Pieter Korthals Altes                        | PvdA               | werd burgemeester van Zeist |
| 1948 - 1966                    | jhr.mr. Arnout Jan de Beaufort                         |                    | |
| 1966 - 1971                    | Theodoor Herman de Meester                             | VVD                | was burgemeester van Westkapelle en werd burgemeester van Zierikzee |
| 1971 - 1979                    | mr. Pieter Roscam Abbing                               | VVD                | werd burgemeester van Vlagtwedde |
| 1980 - 1986                    | Wouter Andries van Schaijck                            | VVD                | was burgemeester van Loenen |
| 1986                           | Wilte (W.) Mulder                                      | PvdA               | waarnemend burgemeester van 1 mei tot 16 juli |
| 1986 - 1996                    | mr. M.A.P. (Michiel) van Haersma Buma                  | VVD                | werd burgemeester van Voorburg |
| 1997 - 1999                    | Yvonne (Y.) Verstoep-Bauer                             | VVD                | waarnemend, was burgemeester van Reeuwijk |
| 1999 - 2000                    | Wilte (W.) Mulder                                      | PvdA               | waarnemend |